# Società Sportiva Sambenedettese 1959-1960
Questa pagina raccoglie le informazioni riguardanti la Società Sportiva Sambenedettese nelle competizioni ufficiali della stagione 1959-1960.

## Rosa
| N. |                   | Ruolo | Calciatore           |
| -- | ----------------- | ----- | -------------------- |
|    | Italia (bandiera) | D     | Renato Alberti       |
|    | Italia (bandiera) | A     | Aldo Alessandri      |
|    | Italia (bandiera) | D     | Alberto Astraceli    |
|    | Italia (bandiera) | P     | Giorgio Bandini      |
|    | Italia (bandiera) | C     | Salvatore Bronzini   |
|    | Italia (bandiera) | A     | Angelo Buratti       |
|    | Italia (bandiera) | P     | Biagio Dreossi       |
|    | Italia (bandiera) | C     | Mario Ercole         |
|    | Italia (bandiera) | C     | Franco Frilli        |
|    | Italia (bandiera) | D     | Gianfranco Garbuglia |
|    | Italia (bandiera) | D     | Edmondo Lorenzini    |

| N. |                   | Ruolo | Calciatore           |
| -- | ----------------- | ----- | -------------------- |
|    | Italia (bandiera) | A     | Guglielmo Mecozzi    |
|    | Italia (bandiera) | P     | Edo Patregnani       |
|    | Italia (bandiera) | A     | Remo Pennati         |
|    | Italia (bandiera) | C     | Andreino Repetti     |
|    | Italia (bandiera) | A     | Aldo Santoni         |
|    | Italia (bandiera) | C     | Gabriele Scappi      |
|    | Italia (bandiera) | A     | Filippo Tasso        |
|    | Italia (bandiera) | C     | Maurizio Thermes     |
|    | Italia (bandiera) | A     | Giorgio Valentinuzzi |
|    | Italia (bandiera) | A     | Francesco Villa      |

## Risultati

### Serie B

#### Girone di andata
| 20 settembre 1959 1ª giornata | Sambenedettese | 0 – 0 | Torino |  |

| 27 settembre 1959 2ª giornata | Reggiana | 5 – 3 | Sambenedettese |  |

| 4 ottobre 1959 3ª giornata | Sambenedettese | 2 – 2 | Parma |  |

| 11 ottobre 1959 4ª giornata | Marzotto Valdagno | 3 – 1 | Sambenedettese |  |

| 18 ottobre 1959 5ª giornata | Sambenedettese | 1 – 0 | Triestina |  |

| 25 ottobre 1959 6ª giornata | Lecco | 3 – 0 | Sambenedettese |  |

| 1º novembre 1959 7ª giornata | Sambenedettese | 2 – 0 | Ozo Mantova |  |

| 8 novembre 1959 8ª giornata | Modena | 3 – 1 | Sambenedettese |  |

| 15 novembre 1959 9ª giornata | Verona | 1 – 0 | Sambenedettese |  |

| 22 novembre 1959 10ª giornata | Sambenedettese | 2 – 1 | Brescia |  |

| 29 novembre 1959 11ª giornata | Messina | 1 – 0 | Sambenedettese |  |

| 6 dicembre 1959 12ª giornata | Catania | 1 – 0 | Sambenedettese |  |

| 20 dicembre 1959 13ª giornata | Sambenedettese | 3 – 0 | Taranto |  |

| 27 dicembre 1959 14ª giornata | Sambenedettese | 1 – 0 | Simmenthal-Monza |  |

| 3 gennaio 1960 15ª giornata | Venezia | 4 – 2 | Sambenedettese |  |

| 10 gennaio 1960 16ª giornata | Sambenedettese | 2 – 1 | Catanzaro |  |

| 17 gennaio 1960 17ª giornata | Como | 3 – 0 | Sambenedettese |  |

| 24 gennaio 1960 18ª giornata | Sambenedettese | 1 – 1 | Cagliari |  |

| 31 gennaio 1960 19ª giornata | Sambenedettese | 0 – 0 | Novara |  |

#### Girone di ritorno
| 8 febbraio 1960 20ª giornata | Torino | 1 – 1 | Sambenedettese |  |

| 15 febbraio 1960 21ª giornata | Sambenedettese | 0 – 0 | Reggiana |  |

| 21 febbraio 1960 22ª giornata | Parma | 1 – 1 | Sambenedettese |  |

| 28 febbraio 1960 23ª giornata | Sambenedettese | 1 – 3 | Marzotto Valdagno |  |

| 6 marzo 1960 24ª giornata | Triestina | 2 – 0 | Sambenedettese |  |

| 13 marzo 1960 25ª giornata | Sambenedettese | 0 – 0 | Lecco |  |

| 20 marzo 1960 26ª giornata | Ozo Mantova | 1 – 0 | Sambenedettese |  |

| 27 marzo 1960 27ª giornata | Sambenedettese | 3 – 0 | Modena |  |

| 3 aprile 1960 28ª giornata | Sambenedettese | 1 – 0 | Verona |  |

| 10 aprile 1960 29ª giornata | Brescia | 0 – 0 | Sambenedettese |  |

| 17 aprile 1960 30ª giornata | Sambenedettese | 4 – 1 | Messina |  |

| 24 aprile 1960 31ª giornata | Sambenedettese | 1 – 1 | Catania |  |

| 1º maggio 1960 32ª giornata | Taranto | 2 – 0 | Sambenedettese |  |

| 8 maggio 1960 33ª giornata | Simmenthal-Monza | 2 – 0 | Sambenedettese |  |

| 15 maggio 1960 34ª giornata | Sambenedettese | 2 – 0 | Venezia |  |

| 22 maggio 1960 35ª giornata | Catanzaro | 1 – 1 | Sambenedettese |  |

| 26 maggio 1960 36ª giornata | Sambenedettese | 1 – 0 | Como |  |

| 29 maggio 1960 37ª giornata | Cagliari | 1 – 1 | Sambenedettese |  |

| 5 giugno 1960 38ª giornata | Novara | 2 – 0 | Sambenedettese |  |

## Statistiche

### Statistiche di squadra
| Competizione | Punti | In casa | In casa | In casa | In casa | In casa | In casa | In trasferta | In trasferta | In trasferta | In trasferta | In trasferta | In trasferta | Totale | Totale | Totale | Totale | Totale | Totale | DR  |
| Competizione | Punti | G       | V       | N       | P       | Gf      | Gs      | G            | V            | N            | P            | Gf           | Gs           | G      | V      | N      | P      | Gf     | Gs     | DR  |
| ------------ | ----- | ------- | ------- | ------- | ------- | ------- | ------- | ------------ | ------------ | ------------ | ------------ | ------------ | ------------ | ------ | ------ | ------ | ------ | ------ | ------ | --- |
| Serie B      | 34    | 19      | 11      | 7       | 1       | 27      | 10      | 19           | 0            | 5            | 14           | 11           | 37           | 38     | 11     | 12     | 15     | 38     | 47     | -9  |
| Coppa Italia |       | -       | -       | -       | -       | -       | -       | 1            | 0            | 0            | 1            | 0            | 4            | 1      | 0      | 0      | 1      | 0      | 4      | -4  |
| Totale       |       | 19      | 11      | 7       | 1       | 27      | 10      | 20           | 0            | 5            | 15           | 11           | 41           | 39     | 11     | 12     | 16     | 38     | 51     | -13 |

### Statistiche dei giocatori
| Giocatore       | Serie B  | Serie B | Coppa Italia | Coppa Italia | Totale   | Totale |
| Giocatore       | Presenze | Reti    | Presenze     | Reti         | Presenze | Reti   |
| --------------- | -------- | ------- | ------------ | ------------ | -------- | ------ |
| R. Alberti      | 5        | 0       | 1            | 0            | 6        | 0      |
| A. Alessandri   | 8        | 1       | -            | -            | 8        | 1      |
| A. Astraceli    | 5        | 0       | -            | -            | 5        | 0      |
| G. Bandini      | 16       | -19     | -            | -            | 16       | -19    |
| S. Bronzini     | 14       | 0       | -            | -            | 14       | 0      |
| A. Buratti      | 32       | 8       | 1            | 0            | 33       | 8      |
| B. Dreossi      | 21       | -26     | 1            | -2           | 22       | -28    |
| M. Ercole       | 18       | 0       | -            | -            | 18       | 0      |
| F. Frilli       | 23       | 2       | -            | -            | 23       | 2      |
| G. Garbuglia    | 28       | 0       | 1            | 0            | 29       | 0      |
| E. Lorenzini    | 37       | 1       | 1            | 0            | 38       | 1      |
| G. Mecozzi      | 36       | 4       | 1            | 0            | 37       | 4      |
| E. Patregnani   | 1        | -2      | 1            | -2           | 2        | -4     |
| R. Pennati      | 9        | 3       | 1            | 0            | 10       | 3      |
| A. Repetti      | 4        | 1       | 1            | 0            | 5        | 1      |
| A. Santoni      | 36       | 0       | 1            | 0            | 37       | 0      |
| G. Scappi       | 25       | 3       | -            | -            | 25       | 3      |
| F. Tasso        | 27       | 8       | 1            | 0            | 28       | 8      |
| M. Thermes      | 36       | 1       | -            | -            | 36       | 1      |
| G. Valentinuzzi | 36       | 4       | 1            | 0            | 37       | 4      |
| F. Villa        | 1        | 0       | -            | -            | 1        | 0      |